# Предсједничка комисија (Ирска)
Предсједничка комисија (ир. Coimisiún Uachtará) је колективно потпредсједништво у Ирској. Њени чланови су главни судија Ирске (предсједник Врховног суда), предсједник Скупштине и предсједавајући Сената.
Предсједничка комисија врши дужности предсједника Републике Ирске у случају његове смрти, подношења оставке, спровођења поступка опозива, у раздобљу престанка његове функције и инаугурисања новог предсједника или у случајевима када је предсједник спријечен.